# Benimaclet
Benimaclet és el districte número 14 de la ciutat de València (antic poble annexionat), a la part nord-est de la ciutat, que limita amb el barri d'Orriols a l'oest, Alboraia al nord, la Universitat Politècnica de València a l'est i la ronda de Trànsits (Primat Reig) al sud.
Benimaclet és, per extensió, el nom del districte 46020 de la ciutat de València, que engloba el barri històric del mateix nom i la zona més recentment urbanitzada al nord, que rep el nom de camí de Vera. Amb la finalització de la ronda Nord de València i la requalificació dels terrenys cap a Benimaclet, els últims reductes de la seua horta poden desaparéixer els pròxims anys. La població era de 30.789 habitants el 2008.

## El poble

Antic escut de Benimaclet

Completament absorbit per la ciutat, antigament gaudia d'entitat pròpia, amb la seua església, plaça major i una distribució de carrers com altres pedanies que han estat absorbides per la capital. Encara existeixen antics cartells en alguns carrers en què posa literalment Pueblo de Benimaclet. Benimaclet va ser municipi, i tingué alcaldia pròpia i autònoma, des dels inicis del segle xvi fins al 1878, any en què va ser annexionat a la ciutat de València, obligat per la Diputació de València, que no va voler ajudar-lo a pagar els seus deutes. Des del 1878 fins al 1970, va ser pedania de la ciutat de València
, i tingué el mateix alcalde pedani del poble. La consciència de poble queda patent si s'escolta els seus habitants, que quan es dirigeixen a fer compres al centre de la ciutat de València ho expressen dient: Me'n vaig a València... o els habitants de la seua amenaçada horta, quan van a Benimaclet, s'expressen dient per exemple: Anem a missa al poble.

## Actualitat
Actualment, és un barri molt viu, ple d'estudiants, per la seua proximitat a les universitats, i amb un gran associacionisme, com ara l'Associació de Veïns de Benimaclet, la plataforma veïnal Benimaclet Viu, l'associació Poble de Benimaclet, els nombrosos casals fallers o la confraria del Crist de la Providència de Benimaclet (entitat fundada al segle xvi i que, a hores d'ara, persisteix organitzant les festes patronals al mes de setembre). De la mateixa manera, és punt neuràlgic de l'anarquisme valencià amb l'existència del CSOA l'Horta, projecte comunitari, intergeneracional i obert, que d'ençà del 2012 dinamitzen la vida del barri i construeixen un model d'oci sa i sostenible, alhora que respectuós amb el veïnat. És també un dels barris de la ciutat on encara se sent parlar majoritàriament el valencià en els comerços. També és considerat per alguns com el focus més important del valencianisme jove de la ciutat de València, amb activitats i festes com el famós Carnestoltes de Benimaclet, un dels més importants de la ciutat.
El creixement del barri cap al nord, juntament amb la recentment construïda ronda, l'han acostat més a Orriols i ha permés una millor comunicació entre el barri i el poble d'Alboraia.
Des del 1995, Benimaclet està connectat al centre de València i l'horta (fins a Rafelbunyol) per les estacions de metro de Benimaclet i Machado (línia 3). A més, l'estació de Benimaclet serveix d'intercanviador per al tramvia (línies 4 i 6).
El districte consta dels barris següents: 
- Benimaclet: 24.673 habitants.
- Camí de Vera: 5.775 habitants.

## Patrimoni
- Església de l'Assumpció de la Mare de Déu: l’església, erigida per Sant Joan de Ribera l’any 1594 on abans hi havia una ermita humil dedicada als Sants de la Pedra, és neoclàssica, llevat de la capella del Santíssim Crist, d’estil neoromànic.[3]

- Alqueria Panach: es tracta d'un edifici del segle xviii, i és un dels pocs exemples que en quedaven a la ciutat. Es trobava en mal estat de conservació, i va patir un incendi l'any 2006.[4] Any posterior va ser destruïda de manera negligent per la constructora URBEM S.A., en el marc del fallit PAI de Benimaclet Est.

- Alqueria Tello, actualment restaurada per les assemblees que conformen el CSOA l'Horta. Antic centre de Flores Amanda.
- Camins històrics: el camí del Farinós, el camí de Vera i el camí de les Fonts. Vertebren Benimaclet amb l'Horta de Vera.
- Santuari de Vera

## Festes dels Sants de la Pedra i del Crist de la Providència

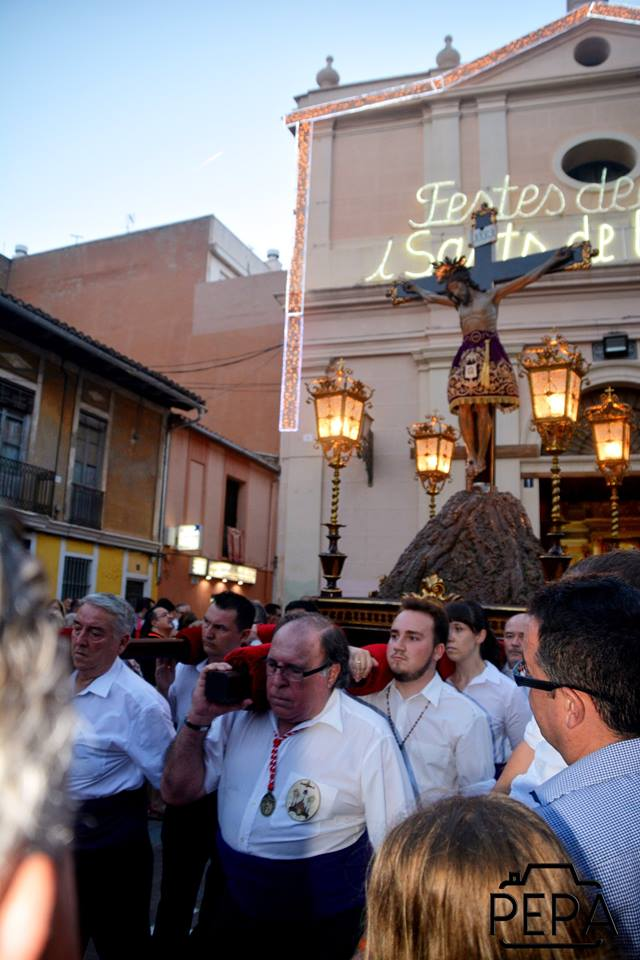
El Crist de la Providència eixint de l'església de l'Assumpció

A Benimaclet, com a antic poble d'horta, se celebren les tradicionals festes patronals des de fa quatre segles. A pesar que fa quatre-cents anys Benimaclet era un llogaret enmig de l'horta, disposava d'una ermita humil on ara s'ubica l'església de l'Assumpció. Esta ermita estava dedicada als Sants de la Pedra, Abdó i Senent, considerats per la tradició valenciana com els sants protectors dels llauradors i de l'horta.

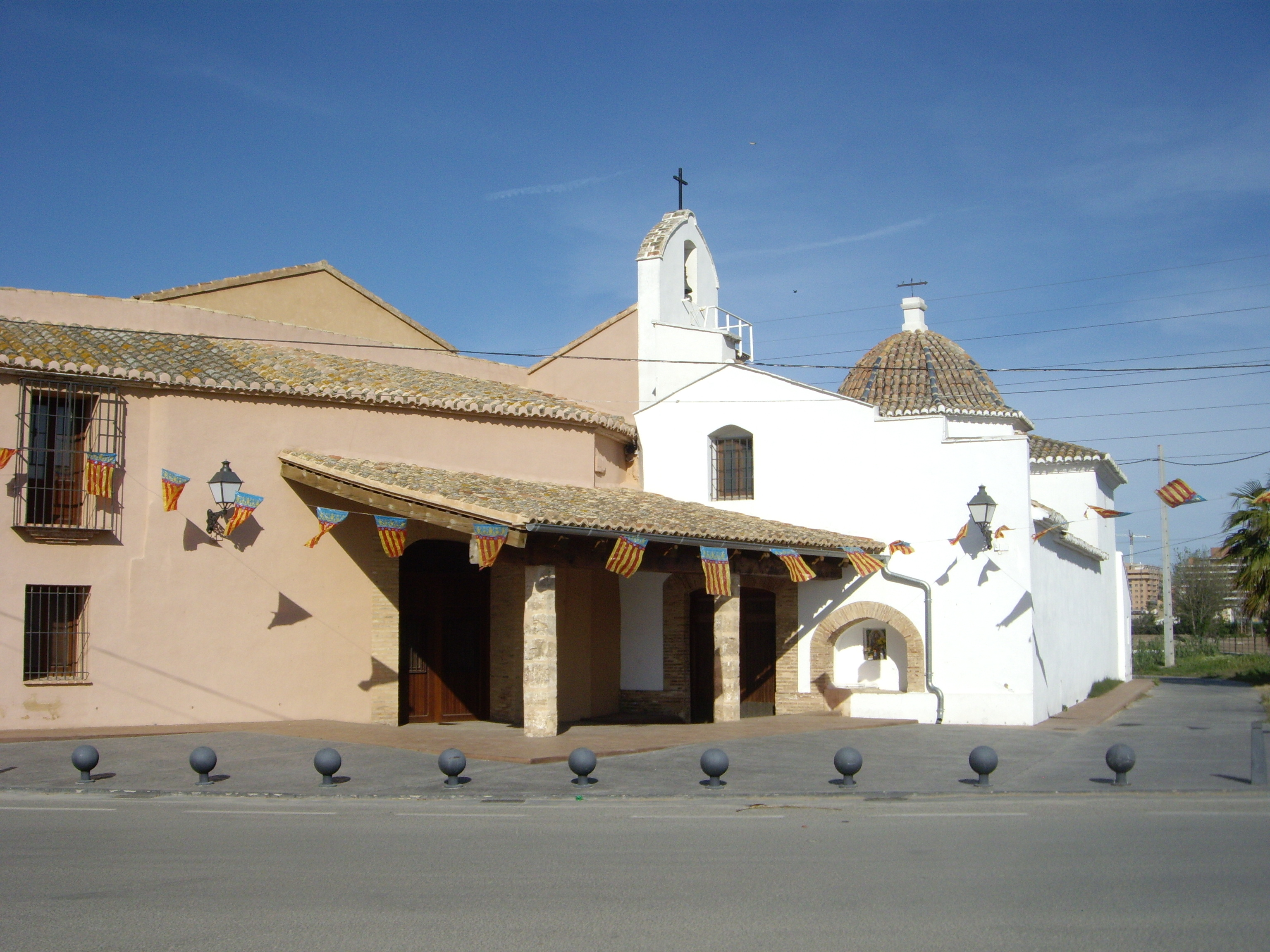
L'Ermita de Vera, la destinació de la romeria dels Sants de la Pedra

Cada setembre, el poble de Benimaclet mamprén una romeria amb la imatge dels sants cap a l'ermita de la Vera. Allà, es fa un sopar popular en què tot el poble demana que els Sants de la Pedra tinguen cura del camp mentre menja coques i beu orxata. Al sendemà, les imatges tornen en romeria a la parròquia de l'Assumpció. Esta festa se celebrava al juliol, però fa unes dècades es va fer coincidir amb l'altra festa grossa de Benimaclet: la festa del Crist. Ara les festes patronals tenen lloc la tercera setmana de setembre.
Des de fa més de dos segles, Benimaclet també s'advoca al Crist de la Providència. El tercer diumenge de setembre el poble de Benimaclet celebra el dia del Crist, en què és tradicional dinar en família. De vesprada, té lloc la Processó del Santíssim Crist de la Providència, en què centenars de persones acompanyen la imatge del Crist que durant l'any es troba en la capella neogòtica de l'església pels carrers del nucli històric de l'antic poble.
Els encarregats d'organitzar les festes patronals són els cinc grups de clavaris, les cambreres que tenen cura de la capella i abillen la imatge per a la processó i la Confraria del Crist de la Providència. A banda dels actes religiosos, també és tradicional el mercat medieval del carrer Masquefa i rodalia, les perolades d'arròs amb fesols i naps populars, certàmens musicals i artístics i revetles.

## Les comissions falleres de Benimaclet

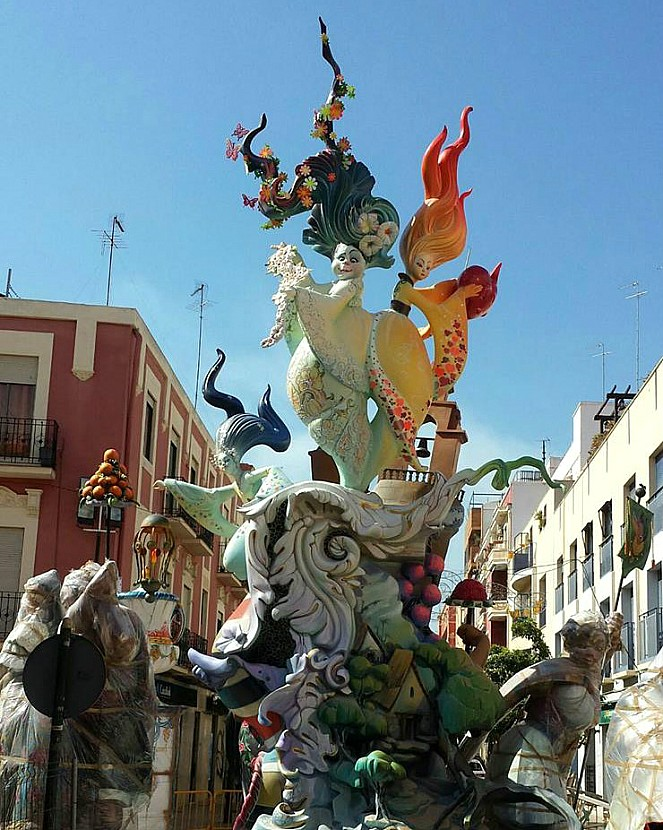
Monument faller a Benimaclet

Benimaclet està molt vinculat a la tradició fallera, per això hi ha vora una desena de comissions falleres. La falla més antiga és la de Baró de San Petrillo, que es plantà per primera vegada l'any 1942 i en 2017 celebrà el 75é aniversari. La falla Mistral-Murta nasqué l'any 1963 i és l'única falla benimacletera que plantà en secció Especial l'any 2016 i 2017.
La falla Poeta Asins-Alegret, més coneguda com Els Jovenils, encara duu el nom de la séquia que bateja el carrer on començà a plantar l'any 1964. També destaquen les comissions Primat Reig-Vinaròs, Cuenca Tramoyeres-Guàrdia Civil, Enginyer Vicent Pichó, Poeta Emili Baró-Enrique Ginesta, Pare Alegre-Enric Navarro i la falla Poeta Altet-Benicarló. La falla més nova és la de Poetes Anònims, també coneguda com La Nova.
El poeta Carles Salvador, que visqué i treballà a Benimaclet, va col·laborar amb la festa fallera a Benimaclet i va dedicar moltes hores a escriure per als llibrets de falla de l'única comissió d'aquell moment. Al repositori web de la Universitat Jaume I es pot consultar el llibret de l'any 1943 fet pel poeta.

## El PAI de Benimaclet

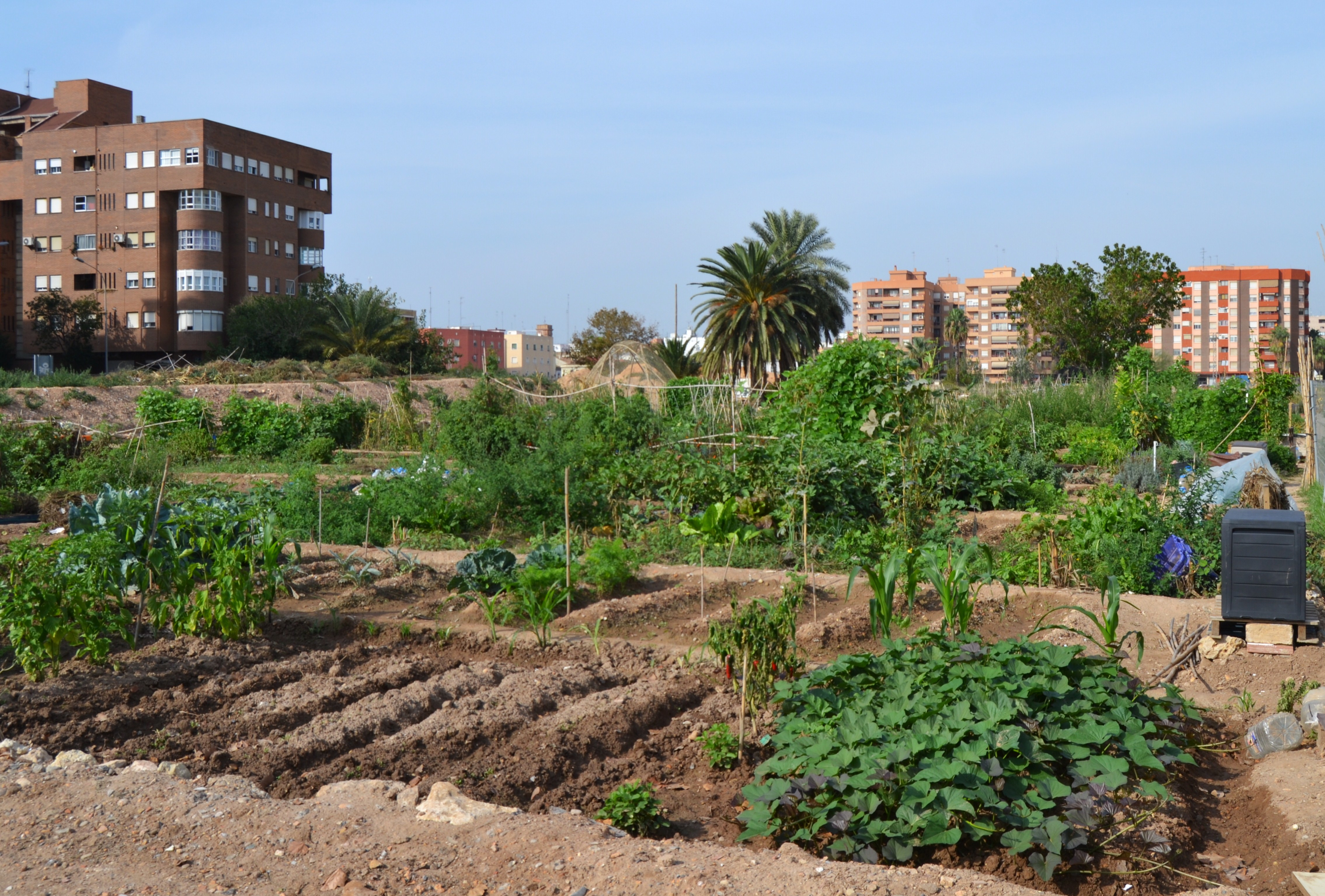
Horts urbans de Benimaclet

L'any 1988 s'acordà que Benimaclet anava a ser urbanitzat cap a l'est, amb el PAI de Benimaclet. A conseqüència d'este projecte, s'ha degradat la terra més fèrtil de Benimaclet i s'han abandonat alqueries i terres. Amb tot, el veïnat ha superat aquest malson amb horts urbans, zones comunitàries i projectes polítics.
Actualment, el setge de les constructores pot tornar amb METROVACESA, S.A., que pretén per cinquena vegada reactivar la construcció del PAI, amb 1.345 habitatges, el que suposaria la fi de prop de 7 hectàrees de terra fèrtil. L'Associació de Veïns de Benimaclet i entitats com Cuidem Benimaclet han presentat propostes per a reconnectar el poble amb l'horta i els camins tradicionals.

## Benimacleters destacats
- Carles Salvador (poeta i gramàtic).
- Pasqual Jovani (alcalde republicà de Benimaclet).
- Carlos Marcos (activista i infermer). Fill adoptiu des dels anys 90.
- Adelaida Montesinos (farmacèutica)
- Carmen Crespo (mestra)
- Amparo Arce (activista)